# San Martín Azcatepec
San Martín Azcatepec, es una colonia del municipio de Tecámac, se encuentra en la zona centro del mismo, al norte colinda con Ejidos de Tecámac, al este con la Esperanza, al oeste con la 5 de Mayo, y al sur con San Mateo Tecalco, Los Olivos y Villa del Real.
Es la colonia más poblada del municipio y es la segunda comunidad más poblada con 35,390 habitantes.
De sus 35,390 habitantes, 17,182 son hombres y 18,208 mujeres.

La principal actividad económica es el comercio, sin embargo muchos de los habitantes laboran fuera de la colonia e incluso del municipio.

## Toponimia y jeroglifico
El origen del topónimo Azcatepec proviene del (del náhuatl:  azca hormiga, tepetl cerro'') 
por lo cual significa "cerro de hormigas"

## Historia
San Martín Azcatepec, una de las primeras colonias del municipio de Tecámac, Estado de México, se encuentra en el corazón de la región. Limita al norte con Ejidos de Tecámac, al este con La Esperanza, al oeste con la colonia 5 de Mayo y al sur con San Mateo Tecalco, Los Olivos y Villa del Real. Con una población de 35,390 habitantes —17,182 hombres y 18,208 mujeres— es la comunidad más poblada del municipio después de la cabecera.
Orígenes y Asentamiento
El origen de San Martín Azcatepec se remonta a la antigua Hacienda San Martín, cuyos terrenos, con el tiempo, dieron lugar a la colonia. Su poblamiento inició en la década de 1970 de manera irregular, sin regulación ni control gubernamental. Los primeros habitantes, conocidos popularmente como "paracaidistas", se asentaron en la zona sin acceso a servicios básicos. Fueron ellos mismos quienes, con esfuerzo y organización comunitaria, lograron dotar de infraestructura a la colonia. Se dice que los vecinos financiaron la instalación de postes para el servicio eléctrico y cavaron con sus propias manos las zanjas para la red de drenaje, dejando una huella imborrable en la historia local.
En aquel entonces, estas tierras pertenecían a la señora Consuelo Oregón, cuya propiedad abarcaba lo que hoy conforman las colonias 5 de Mayo y San Martín Azcatepec. Sin embargo, el proceso de invasión trajo consigo conflictos y tragedias. Durante estos acontecimientos, uno de los hijos de la propietaria perdió la vida, y su yerno resultó gravemente herido, marcando un episodio doloroso en la historia de la comunidad.
Transformación y Crecimiento
Con el paso de los años, San Martín Azcatepec evolucionó hasta convertirse en un centro poblacional dinámico, donde el comercio se consolidó como su principal actividad económica. No obstante, una gran parte de sus habitantes trabaja fuera de la colonia e incluso del municipio, reflejando el crecimiento y conexión de la comunidad con otras zonas metropolitanas.
Mientras tanto, la colonia 5 de Mayo guarda aún vestigios de su pasado. En la calle Flores Magón, el casco de la ex Hacienda San Martín sigue en pie, aunque con el desgaste del tiempo. La propiedad continúa en manos de los descendientes de la señora Consuelo Oregón, entre ellos miembros de las familias González y Cabrera, entre otros. Aunque la antigua hacienda ha quedado en la memoria de los más viejos del lugar, sus muros desgastados y los relatos de quienes vivieron aquellos días mantienen viva la historia de un territorio que ha sabido transformarse a lo largo de las décadas.

## Lugares y Edificios Importantes
En el centro de la colonia se encuentran las oficinas administrativas de la delegación municipal de San Martín y COPACI, un centro comunitario, un salón de usos múltiples, una oficina de ODAPAS Tecámac, el auditorio municipal de San Martín y el mercado Jorge Jiménez Cantu.
Además se construye una clínica en donde se ubicaba el centro de salud.
Al ser una colonia construida de forma irregular, actualmente los habitantes carecen de instalaciones deportivas y para la recreación y el ocio.

## Servicios
La colonia cuenta con los servicios básico necesarios, aunque algunos son deficientes y no reciben la adecuada inversión del gobierno.

### Servicios públicos
Se cuenta con el servicio de electricidad, alumbrado público, telefonía, internet, drenaje y agua, aunque este último ha presentado carencias en los últimos años, provocando molestia entre los habitantes.

### Servicios de Salud
La colonia contaba con un centro de salud, el cual fue demolido para la construcción de una nueva clínica.
La colonia cuenta con solo con una clínica , llamada El Nuevo Mundo, la cual es privada, los demás servicios médicos son pequeños consultorios, y farmacias.

## Vialidades
La colonia cuenta con la Avenida Emiliano Zapata (conocida como calle 1) la cual se ubica a lo largo de toda la colonia en su extremo sur, y conecta con la colonia 5 de Mayo y la carretera federal México-Pachuca, así mismo, la autopista federal México-Pachuca, se ubica al extremo poniente de San Martín.
Por San Martín, pasa la avenida Baja California que conecta la carretera Camino a San Pablo, con la Avenida Lázaro Cárdenas, por ella transitan las unidades de transporte público de la ruta 74, es el la única que pasa por la colonia.
La Avenida Los Olivos, divide el fraccionamiento Villa del Real y la colonia Los Olivos, sin embargo, permite conectar la Carretera Camino a San Pablo con la Avenida Emiliano Zapata en San Martín.

## Escuelas y Colegios

### Jardín de niños
- Ixtlamati
- Escuela Privada Jean Piageth.
- Centro Pedagógico Felipe Villanueva.

### Primaria
- Emiliano Zapata
- Prof.Otilio.E Montaño
- primaria Felipe Villanueva

### Secundarias
- E.S.T.I.C. 0022 "Gral. Vicente Guerrero"
- Telesecundaria Gabriela Mistral

### Nivel Medio-Superior
La comunidad